# Liste der deutschen Bundesregierungen
Deutsche Bundesregierungen sind die Regierungen der 1949 gegründeten Bundesrepublik Deutschland. Ihre Zusammensetzung und Kompetenzen regeln die Artikel 62 bis 69 des Grundgesetzes für die Bundesrepublik Deutschland.
Die Regierungen in der Zeit der Weimarer Republik (1919–1933) und des Dritten Reiches (1933–1945) hießen Reichsregierungen. Im Deutschen Reich der Kaiserzeit (1871–1919) gab es keine kollegiale Regierung, sondern nur den Reichskanzler als verantwortlichen Minister. Die Regierung des revolutionären Deutschen Reiches von 1848/49 hieß provisorische Zentralgewalt bzw. Gesamt-Reichsministerium.
Angegeben ist jeweils die Amtszeit der Bundesminister, die mit ihrer Ernennung durch den Bundespräsidenten beginnt und mit der Konstituierung eines neu gewählten Deutschen Bundestages oder mit der Amtserledigung des Bundeskanzlers (etwa durch dessen Rücktritt) endet. Bis zur Amtsübernahme einer neu gebildeten Bundesregierung bleibt das Kabinett geschäftsführend im Amt.
| Nr. | Kabinett     | Parteien           | Bild                          | Bundeskanzler                          | Vizekanzler                             | Amtsantritt        | Ende der Amtszeit | Wahlperiode       |
| --- | ------------ | ------------------ | ----------------------------- | -------------------------------------- | --------------------------------------- | ------------------ | ----------------- | ----------------- |
| 1   | Adenauer I   | CDU CSU FDP DP     |                               | Konrad Adenauer (1876–1967) (CDU)      | Franz Blücher (FDP; später FVP)         | 20. September 1949 | 6. Oktober 1953   | 1. Bundestag      |
| 2   | Adenauer II  | CDU CSU FDP BHE DP | 20. Oktober 1953              | Konrad Adenauer (1876–1967) (CDU)      | Franz Blücher (FDP; später FVP)         | 29. Oktober 1957   | 2. Bundestag      |                   |
| 3   | Adenauer III | CDU CSU DP         | Ludwig Erhard                 | Konrad Adenauer (1876–1967) (CDU)      | 29. Oktober 1957                        | 7. November 1961   | 3. Bundestag      |                   |
| 4   | Adenauer IV  | CDU CSU FDP        | Ludwig Erhard                 | Konrad Adenauer (1876–1967) (CDU)      | 7. November 1961                        | 14. Dezember 1962  | 4. Bundestag      |                   |
|     | (Adenauer V) | CDU CSU FDP        | Ludwig Erhard                 | Konrad Adenauer (1876–1967) (CDU)      | 14. Dezember 1962                       | 17. Oktober 1963   | 4. Bundestag      |                   |
| 5   | Erhard I     | CDU CSU FDP        | Ludwig Erhard (1964)          | Ludwig Erhard (1897–1977) (CDU)        | Erich Mende (FDP)                       | 17. Oktober 1963   | 4. Bundestag      | 19. Oktober 1965  |
| 6   | Erhard II    | CDU CSU FDP        | Ludwig Erhard (1964)          | Ludwig Erhard (1897–1977) (CDU)        | Erich Mende (FDP)                       | 26. Oktober 1965   | 7. November 1966  | 5. Bundestag      |
| 6   | Erhard II    | CDU CSU            | Ludwig Erhard (1964)          | Ludwig Erhard (1897–1977) (CDU)        | Hans-Christoph Seebohm (CDU)            | 7. November 1966   | 1. Dezember 1966  | 5. Bundestag      |
| 7   | Kiesinger    | CDU CSU SPD        |                               | Kurt Georg Kiesinger (1904–1988) (CDU) | Willy Brandt (SPD)                      | 1. Dezember 1966   | 22. Oktober 1969  | 5. Bundestag      |
| 8   | Brandt I     | SPD FDP            |                               | Willy Brandt (1913–1992) (SPD)         | Walter Scheel (FDP)                     | 22. Oktober 1969   | 15. Dezember 1972 | 6. Bundestag      |
| 9   | Brandt II    | SPD FDP            | 15. Dezember 1972             | Willy Brandt (1913–1992) (SPD)         | Walter Scheel (FDP)                     | 16. Mai 1974       | 7. Bundestag      |                   |
| 10  | Schmidt I    | SPD FDP            |                               | Helmut Schmidt (1918–2015) (SPD)       | Hans-Dietrich Genscher (FDP)            | 16. Mai 1974       | 7. Bundestag      | 16. Dezember 1976 |
| 11  | Schmidt II   | SPD FDP            | 16. Dezember 1976             | Helmut Schmidt (1918–2015) (SPD)       | Hans-Dietrich Genscher (FDP)            | 6. November 1980   | 8. Bundestag      |                   |
| 12  | Schmidt III  | SPD FDP            | 6. November 1980              | Helmut Schmidt (1918–2015) (SPD)       | Hans-Dietrich Genscher (FDP)            | 17. September 1982 | 9. Bundestag      |                   |
| 12  | Schmidt III  | SPD                | Egon Franke (SPD)             | Helmut Schmidt (1918–2015) (SPD)       | 17. September 1982                      | 4. Oktober 1982    | 9. Bundestag      |                   |
| 13  | Kohl I       | CDU CSU FDP        |                               | Helmut Kohl (1930–2017) (CDU)          | Hans-Dietrich Genscher (FDP)            | 4. Oktober 1982    | 9. Bundestag      | 30. März 1983     |
| 14  | Kohl II      | CDU CSU FDP        | 30. März 1983                 | Helmut Kohl (1930–2017) (CDU)          | Hans-Dietrich Genscher (FDP)            | 12. März 1987      | 10. Bundestag     |                   |
| 15  | Kohl III     | CDU CSU FDP        | 12. März 1987                 | Helmut Kohl (1930–2017) (CDU)          | Hans-Dietrich Genscher (FDP)            | 18. Januar 1991    | 11. Bundestag     |                   |
| 16  | Kohl IV      | CDU CSU FDP        | 18. Januar 1991               | Helmut Kohl (1930–2017) (CDU)          | Hans-Dietrich Genscher (FDP)            | 18. Mai 1992       | 12. Bundestag     |                   |
| 16  | Kohl IV      | CDU CSU FDP        | Jürgen Möllemann (FDP)        | Helmut Kohl (1930–2017) (CDU)          | 18. Mai 1992                            | 21. Januar 1993    | 12. Bundestag     |                   |
| 16  | Kohl IV      | CDU CSU FDP        | Klaus Kinkel (FDP)            | Helmut Kohl (1930–2017) (CDU)          | 21. Januar 1993                         | 17. November 1994  | 12. Bundestag     |                   |
| 17  | Kohl V       | CDU CSU FDP        | Klaus Kinkel (FDP)            | Helmut Kohl (1930–2017) (CDU)          | 17. November 1994                       | 27. Oktober 1998   | 13. Bundestag     |                   |
| 18  | Schröder I   | SPD Grüne          |                               | Gerhard Schröder (* 1944) (SPD)        | Joschka Fischer (Bündnis 90/Die Grünen) | 27. Oktober 1998   | 22. Oktober 2002  | 14. Bundestag     |
| 19  | Schröder II  | SPD Grüne          | 22. Oktober 2002              | Gerhard Schröder (* 1944) (SPD)        | Joschka Fischer (Bündnis 90/Die Grünen) | 22. November 2005  | 15. Bundestag     |                   |
| 20  | Merkel I     | CDU CSU SPD        |                               | Angela Merkel (* 1954) (CDU)           | Franz Müntefering (SPD)                 | 22. November 2005  | 21. November 2007 | 16. Bundestag     |
| 20  | Merkel I     | CDU CSU SPD        | Frank-Walter Steinmeier (SPD) | Angela Merkel (* 1954) (CDU)           | 21. November 2007                       | 28. Oktober 2009   |                   | 16. Bundestag     |
| 21  | Merkel II    | CDU CSU FDP        | Guido Westerwelle (FDP)       | Angela Merkel (* 1954) (CDU)           | 28. Oktober 2009                        | 16. Mai 2011       | 17. Bundestag     |                   |
| 21  | Merkel II    | CDU CSU FDP        | Philipp Rösler (FDP)          | Angela Merkel (* 1954) (CDU)           | 16. Mai 2011                            | 17. Dezember 2013  | 17. Bundestag     |                   |
| 22  | Merkel III   | CDU CSU SPD        | Sigmar Gabriel (SPD)          | Angela Merkel (* 1954) (CDU)           | 17. Dezember 2013                       | 14. März 2018      | 18. Bundestag     |                   |
| 23  | Merkel IV    | CDU CSU SPD        | Olaf Scholz (SPD)             | Angela Merkel (* 1954) (CDU)           | 14. März 2018                           | 8. Dezember 2021   | 19. Bundestag     |                   |
| 24  | Scholz       | SPD Grüne FDP      |                               | Olaf Scholz (* 1958) (SPD)             | Robert Habeck (Bündnis 90/Die Grünen)   | 8. Dezember 2021   | 7. November 2024  | 20. Bundestag     |
| 24  | Scholz       | SPD Grüne          | 7. November 2024              | Olaf Scholz (* 1958) (SPD)             | Robert Habeck (Bündnis 90/Die Grünen)   | 6. Mai 2025        |                   | 20. Bundestag     |
| 25  | Merz         | CDU CSU SPD        |                               | Friedrich Merz (* 1955) (CDU)          | Lars Klingbeil (SPD)                    | seit 6. Mai 2025   |                   | 21. Bundestag     |

1. ↑  Im Herbst 1962 kam es im Zuge des zeitweiligen Austritts der FDP aus der Bundesregierung aufgrund der Spiegel-Affäre zu einer umfassenden Umbildung des Kabinetts Adenauer IV, das für die Zeit danach bisweilen als Kabinett Adenauer V bezeichnet wird.